# Alexandre Henne
Pour les articles homonymes, voir Henne.
Alexandre Henne, né à Cassel, dans l'électorat de Hesse, en 1812 (et non pas en 1821 , puisqu'il était en première année d'humanités en 1823), et décédé à Saint-Servais, province de Namur, en 1896, est un fonctionnaire et historien belge.

## Biographie
Son père avait été fonctionnaire du royaume de Westphalie lorsque celui-ci était dirigé par Jérôme Bonaparte.
Après des humanités à l'Athénée de Bruxelles, il commence à enseigner dans une école privée. Il participe à la révolution belge et entre ensuite au ministère de la Guerre où il devient sous-directeur. Parallèlement à cette carrière administrative, il se livre à la recherche historique et publie de nombreux ouvrages ou articles dans ce domaine.
Son œuvre la plus connue est l'Histoire de ville de Bruxelles publiée en 1845 en collaboration avec Alphonse Wauters.
Il figure parmi les fondateurs en 1858 de la Société de l'histoire de Belgique dont il devint président.
Il est nommé en 1884 membre de l'Académie royale de Belgique.

## Quelques publications
- Histoire de la ville de Bruxelles, Bruxelles, 1845, 3 volumes (en collaboration avec Alphonse Wauters).
- Histoire du règne de Charles-Quint en Belgique, Bruxelles, 1858, dix tomes.
- Mémoires de Pontus Payen, 1860, Bruxelles, Société de l'histoire de Belgique.